# Yamcha
Yamcha (ヤムチャ, Yamucha) é um personagem fictício da franquia Dragon Ball criada por Akira Toriyama. Ele apareceu pela primeira vez no capítulo número 7 do mangá, Yamcha e Pual (ヤムチャとプーアル, "Yamucha to Pūaru"), como um inimigo do protagonista Son Goku. Yamcha, posteriormente, tem sua personalidade remodelada e acaba se tornando um grande aliado e um Guerreiro Z. Seu melhor amigo é o gato Pual.

## Criação e concepção
Quando Toriyama começou a criar Dragon Ball ele se baseou no romance chinês Jornada ao Oeste, de Wu Cheng'en. Antes de criar Dragon Ball ele fez o mangá Dragon Boy, cujos personagens serviram de protótipos para os Guerreiros Z. O personagem Sa Gojõ, baseado em Sha Wujing, o bandido de Jornada ao Oeste que, eventualmente, se junta o lado dos heróis, serviu como um protótipo para Yamcha. Em um dos primeiros desenhos de Yamcha, Toriyama o fez como um adulto mas depois foi estabelecido que ele seria um jovem adolescente. Durante a criação dos episódios fillers de Dragon Ball Z, Toriyama sugeriu a Toei Animation transformar Yamcha em um jogador de beisebol.

## Aparência

Algumas das várias aparências de Yamcha.

Yamcha é o segundo personagem cuja aparência sofre o maior número de alterações durante a série Dragon Ball, perdendo somente para Bulma. Ao todo ele já teve nove cortes de cabelo diferentes. Alguns desses penteados foram passados para Son Gohan e Son Goten. Logo no início do mangá, Yamcha veste uma longa blusa verde com um manto vermelho e um calça bege. Em sua blusa está o kanji 樂 cujo significado é algo parecido com música ou alegria. Posteriormente, Yamcha passa a utilizar o uniforme da tartaruga com kanji Kame (亀, "Tartaruga") em seu peitoral e em suas costas. Ele permanece com esse uniforme até a Saga Boo, exceto quando não está lutando, momento em que usa uma blusa branca e uma calça jeans. Entretanto, durante a Saga Freeza, o seu kanji muda de Kame para Kaioh (界王, "Rei dos Mundos"). A partir da Saga Boo, Yamcha veste uma camisa branca por baixo de uma jaqueta amarela e uma calça da mesma cor. O personagem é mais reconhecido pela cicatriz em sua bochecha esquerda cuja origem nunca foi revelada.
Em Dragon Ball Super, Yamcha veste uma roupa de luta branca com calças pretas muito semelhante com um visual de Bruce Lee no filme Enter the Dragon.

## História

### Dragon Ball

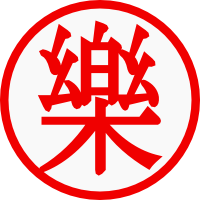
Símbolo atrás da veste de Yamcha

Yamcha aparece pela primeira vez como um jovem bandido do deserto que se envergonha facilmente quando vê uma garota. Faz uma emboscada para Goku, Bulma e Oolong para roubar seu dinheiro e Cápsulas Hói-Pói. Ele consegue vencer Goku mas parte ao ver Bulma. Num ato de vingança, Yamcha é derrotado mas resolve ajudá-lo para conseguir as Esferas do Dragão e desejar que sua timidez em frente as mulheres desapareça. Ao fim da jornada, ele acaba perdendo esse medo e se muda para a cidade onde Bulma morava a fim de completar o Ensino Médio.
Yamcha reencontra Goku no 21º Torneio de Artes Marciais, onde é derrotado pelo Mestre Kame disfarçado como Jackie Chun. Ele, mais tarde, se torna um estudante do Mestre Kame para participar no 22.º Torneio de Artes Marciais onde, entretanto, é derrotado por Tenshin Han. Três anos depois, Yamcha entra no 23º Torneio de Artes Marciais e acaba sendo derrotado novamente, desta vez por Kami-Sama.
Passados cinco anos, Yamcha descobre que Goku é um alienígena da raça Saiyajin e que foi enviado para a Terra para aniquilar a humanidade e depois vender o planeta. Foi dito então que dentro de um ano, dois Saiyajins ainda mais poderosos que Raditz viriam à Terra para realizar a tarefa que Goku não cumpriu. Então passou o ano todo treinando com Tenshinhan, Chaos e Kuririn no Templo do Kami-sama para a chegada dos Saiyajins. Passado um ano, Yamcha é morto por um Saibaiman no confronto contra os Saiyajins. Ele então vai treinar no Outro Mundo com o Kaioh do Norte para aumentar seus poderes. Ele acompanhou toda a luta de Goku contra Freeza e depois utilizou a telepatia do Senhor Kaioh para trocar informações entre Bulma e Goku, que lutava em Namekusei contra Freeza. É ressuscitado 130 dias depois por Porunga e passa a morar com Bulma. Um ano mais tarde, o jovem Trunks vem do futuro para avisar a todos sobre a chegada de androides assassinos. Yamcha passa os próximos três anos treinando duramente e durante esse tempo ele e Bulma terminam a sua relação devido a influência de Vegeta. Quando o Doutor Maki Gero e o Androide Nº 19 aparecem, Yamcha é o primeiro a lutar contra eles. Como resultado desta batalha ele descobre que os dois conseguem absorver energia pela palma de suas mãos. Ele também cuida de Goku quando começa a ter uma doença em seu coração. Seguindo a aparição de Cell, Yamcha luta contra um de seus Cells Jrs. e depois auxilia Gohan no combate final contra o androide. No futuro alternativo de Trunks, Yamcha e todos os Guerreiros Z foram mortos pelos androides Número 17 e Número 18. Sete anos depois, Yamcha se aposenta das lutas e se torna um espectador do 25º Torneio de Artes Marciais. Porém, ele acaba sendo morto por Majin Boo. Em cenas fillers que existem apenas em anime, no outro mundo, Yamcha e Kuririn treinam junto do senhor Kaioh. Lá, eles tem uma breve luta contra Majin Boo, mas é interrompida por Goku e Vegeta. Posteriormente, Yamcha volta à vida mais uma vez graças à Porunga. Dez anos mais tarde, Yamcha se despede de Goku quando este parte para treinar Oob.

### Dragon Ball Super
Em Dragon Ball Super, que se passa após a derrota de Majin Boo, Yamcha é convidado para a festa de aniversário de Bulma onde ele e os demais guerreiros são visitados pelo deus da destruição Bills durante sua busca pelo Deus Super Saiyajin. Enquanto comprimentava Bills, Yamcha diz ser um dos artistas marciais mais fortes no navio. Yamcha depois viaja com os outros para o Planeta Sem Nome, onde ele assiste o torneio entre o Universos 6 e 7. Ao ver o jovem sayajin Cabba, Yamcha aponta semelhanças com o jovem Goku que ele lutou quando se conheceram há muito tempo atrás. Yamcha foi o capitão de um jogo de basebol entre o Universo 6 e 7, onde no final ele vence o jogo para sua equipe. Ele também mostrou interesse em participar do Torneio do Poder como um dos 10 representantes do Universo 7, mas Goku não chega a convidá-lo.

## Habilidades
No início da série, Yamcha demonstra ser um exímio espadachim. Ele também sabe manusear diversas armas como revólveres e bazucas. Ademais, ele também consegue pilotar vários veículos tais como jipes e aviões. Com o passar do tempo, Yamcha aprende a voar através do Bukû-jutsu (舞空術, "Técnica de Dança no Céu") e passa a utilizar seus meios de transporte somente quando está em público. O fato de estar em constante treinamento desde a sua primeira aparição faz com que Yamcha tenha velocidade, força e agilidade sobre-humana. Seu golpe característico é o Roga Fufu Ken (狼牙風風拳, "Punho do Lobo Selvagem") onde ele imita os movimentos de um lobo para desferir inúmeros socos, arranhões e chutes no adversários. Ele também consegue realizar uma versão mais rápida do ataque chamada Super Roga Fufu Ken. Como um aluno do Mestre Kame, Yamcha aprendeu o Kamehameha (かめはめ波, "Onda Destrutiva da Tartaruga"), um grande raio de energia disparado pelas mãos do usuário. Sua técnica mais poderosa, criada por si mesmo, é a Soukidan (繰気弾, "Esfera de Energia Controlável"). É uma esfera de Ki que Yamcha pode controlar com seus dedos indicador e médio. No anime, o personagem é capaz de criar uma versão maior chamada Super Soukidan. Ela, entretanto, não é controlável e explode em contato com o alvo. Yamcha é um dos terrestres mais poderosos de seu planeta, junto de Kuririn. Ele também é um ótimo jogador de baseball.

## Aparições em outras mídias
Em Dragon Ball GT, Yamcha faz três breves aparições. A primeira é quando todos os terráqueos são levados à Nova Plant, a segunda é quando todos se reúnem na casa de Bulma para comemorar a derrota de Baby e a terceira e última é no final do anime, onde ele e Pual aparecem em um deserto consertando seu carro.
Yamcha apareceu em múltiplos jogos da série Dragon Ball, geralmente como um personagem inicial. Em Dragon Ball Z: Budokai 2, Yamcha possui uma fusão hipotética com Tenshin Han, conhecida no Japão como Yamhan e nos Estados Unidos como Tiencha. Ele também já foi apresentado em lutas fictícias como em Dragon Ball: Raging Blast onde ele luta contra Vegeta pela admiração de Bulma e depois contra o Trunks do Futuro que veio impedí-lo de mudar o futuro. Ademais, Yamcha apareceu nos quatro filmes do anime Dragon Ball: Dragon Ball: A Lenda de Shenlong, Dragon Ball: O Castelo do Diabo, Dragon Ball: Uma Aventura Mística e Dragon Ball: O Caminho Para ser o Melhor. Ainda participa de dois filmes de Dragon Ball Z: Dragon Ball Z: A Árvore do Poder e Dragon Ball Z: A Batalha dos Dois Mundos, bem como nos especiais de TV Dragon Ball Z: Gohan e Trunks - Guerreiros do Futuro e Dragon Ball: Yo! O Retorno de Son Goku e seus Amigos.
Em 1998, Yamcha e outros personagens da série estrearam em dois curtas japoneses sobre anúncios públicos. O primeiro é A Segurança no Trânsito de Goku (悟空の交通安全, Gokū no Kōtsū Anzen), onde os personagens mostram a importância de obedecer as regras do trânsito. No segundo, A Brigada de Incêndio de Goku (悟空の消防隊, Gokū no Shōbō-tai), eles ensinam a duas crianças como evitar um incêndio. O personagem também já contribuiu para o gênero musical. Na canção Wolf Hurricane, Yamcha fala sobre a sua vida como um "lobo solitário" e suas caracterísitcas psicológicas. Ele também é citado na música "Goku" de Soulja Boy Tell 'Em.
Yamcha também aparece em dois live actions não oficiais, o primeiro sendo Dragon Ball: Ssawora Son Goku, Igyeora Son Goku, filme sul-coreano onde é interpretado por Lee Kye-Yeong, e o segundo sendo Dragon Ball: The Magic Begins, filme chinês onde é chamado de Westwood e interpretado por Chan Tung-Chuen. Em 2009, Yamcha foi interpretado por Joon Park no live action Dragonball Evolution, filme americano produzido pela 20th Century Fox, a qual James Kyson Lee também havia feito o teste para o papel.
Yamcha é o tema principal do mangá spin-off Dragon Ball Side Story: The Case of Being Reincarnated as Yamcha (ドラゴンボール外伝　転生したらヤムチャだった件, Doragon Bōru Gaiden: Tensei-shitara Yamucha Datta Ken). Escrito e ilustrado por Dragon Garow Lee, trata-se de um garoto do ensino médio que, após um acidente, acorda no corpo de Yamcha no mangá Dragon Ball, como Yamcha, ele treina para fazer-lhe o guerreiro o mais forte, tendo sabido o que lhe acontece mais tarde no mangá após o encontro com saiyajins.
O personagem Eneryansha do mangá espanhol Dragon Fall é uma paródia de Yamcha.

## Recepção
Yamcha tem tido uma recepção mista ao longo dos anos. Atualmente, nas redes sociais, virou piada e meme, já que no anime é um dos personagens que mais foram derrotados em lutas. É descrito geralmente como inútil e fraco como um lutador, mas também é considerado engraçado e um personagem icónico do anime por outros revisores. Em uma pesquisa de popularidade dentre os personagens da série, Yamcha ficou em décimo-quinto lugar de vinte colocados. O Anime News Network considera o retorno de Yamcha no 22º Torneio de Artes Marciais um dos eventos mais significantes da Saga Tenshin Han. O ANN também o comparou com Kenshin Himura, protagonista de Samurai X, dizendo que ambos possuem uma cicatriz que revela um pouco do passado dos personagens. O site THEM Anime Reviews comentou que se algum novato vier a assistir Dragon Ball Z sem ter visto Dragon Ball, ele perderá muitos fatos importantes como a antiga vida de Yamcha como um ladrão do deserto. Enquanto revia o primeiro volume do mangá, o escritor Aviva Rothschild do site Rationalmagic.com apontou os seus momentos cômicos favoritos. Um deles era o "congelamento absolutamente perfeito que Yamcha teve ao ver Bulma pela primeira vez". Seu dublador japonês, Tōru Furuya, classificou Yamcha como um de seus seis trabalhos favoritos e uma inspiração para a sua carreira musical. O ator Joon Park disse que se sentiu muito responsável pelos fãs de Dragon Ball quando interpretou Yamcha. Ele também fez o seguinte comentário sobre o personagem: "É um pouco diferente dos outros personagens por que todos tem uma especialidade [...] Yamcha é basicamente um rato do deserto, mas ele não é tão durão quanto parece ser". O GameSpot comentou que quase todo herói em Dragon Ball Z pode ser considerado um Guerreiro Z, mas somente alguns pertencem verdadeiramente a esse grupo. Yamcha é um deles.
Vários produtos de mercado foram lançados com o nome e o rosto de Yamcha. Entre esses produtos estão canecas, bonés, figuras de açãoe até mesmo DVDs.